# Rubem de Andrade Arruda
Rubem de Andrade Arruda (Resplendor, 28 de dezembro de 1933) é um médico brasileiro.
Graduado em medicina em 1957 pela Faculdade de Ciências Médicas da Universidade do Estado do Rio de Janeiro, com pós-graduação em administação hospitalar em 1970 na Pontifícia Universidade Católica do Rio de Janeiro. É contra-almirante da Marinha do Brasil.
Foi eleito membro da Academia Nacional de Medicina em 1993, ocupando a Cadeira 76, que tem Joaquim Pinto Portella como patrono.